# Божа-Воля (Малопольське воєводство)
Божа-Воля (пол. Boża Wola) — село в Польщі, у гміні Вольбром Олькуського повіту Малопольського воєводства.
Населення — 137 осіб (2011).
У 1975-1998 роках село належало до Катовицького воєводства.

## Демографія
Демографічна структура станом на 31 березня 2011 року:
|          | Загалом | Допрацездатний вік | Працездатний вік | Постпрацездатний вік |
| -------- | ------- | ------------------ | ---------------- | -------------------- |
| Чоловіки | 68      | 14                 | 45               | 9                    |
| Жінки    | 69      | 16                 | 36               | 17                   |
| Разом    | 137     | 30                 | 81               | 26                   |